# Chiesa di Santa Margherita (Brusaporto)
La chiesa di Santa Margherita è il principale luogo di culto cattolico di Brusaporto, in provincia e diocesi di Bergamo. Fa parte del vicariato di Scanzo-Seriate. La chiesa conserva il dipinto Cristo portacroce del 1580 di Niccolò Frangipane.

## Storia
La storia della chiesa farebbe risalire la sua edificazione fin dal XII secolo, inserita nell'elenco come antica, delle chiese che dovevano versare un censo alla sede di Roma del 1260. La presenza del "Petrus presbiter" della chiesa di Santa Margherita di Brusaporto, è indicata nel primo sinodo diocesano indetto dal vescovo Giovanni da Scanzo nel 1304.
La chiesa è inserita nel "nota ecclesiarum", elenco ordinato da Bernabò Visconti nel 1360 per indicare quali erano i benefici delle chiese di Bergamo e dei monasteri e poterne poi definire i censi e tributi da versare alla chiesa romana e alla famiglia Visconti di Milano. Nell'elenco risulta che vi erano censiti tre benefici nella chiesa di Santa Margherita facente parte della pieve di Seriate. 
Nell'autunno del 1575 san Carlo Borromeo visitò la diocesi di Bergamo, e il 15 settembre la chiesa di santa Margherita. Dagli atti si deduce che vi erano tre altari retti dalle scuole del Santissimo Sacramento e dei disciplinati, nonché il pio consorzio della Misericordia. I due sacerdoti presenti furono poi processati per simonia. Vi erano sussidiarie l'oratorio campestre di san Martino e di San Rocco. Nuovamente visitata da Gregorio Barbarigo nel Settecento, il quale riportò la presenza delle scuole del Santissimo Sacramento presso l'altare maggiore e quello dei disciplini. Il clero era retto da tre sacerdoti, di cui uno posto a gestire l'oratorio di San Martino e di questi due erano provenienti da Genova.
Nel 1666 la chiesa fu inserita nel “Sommario delle chiese di Bergamo”, elenco redatto dal cancelliere della curia vescovile Giovanni Giacomo Marenzi intitolata a santa Margherita. La chiesa aveva tre altari retti dalla congregazioni, mentre il clero rispondeva al seminario di Bergamo.
Nel 1729 la chiesa fu completamente ricostruita e consacrata nel 1743 dal vescovo Antonio Redetti. La datazione è impressa nel portale d'ingresso. Nell'Ottocento furono riviste parti dell'edificio in stile neoclassico come voleva la moda del tempo. Il 1º novembre 1888, il vescovo di Bergamo Gaetano Camillo Guindani, consacrò la nuova chiesa confermandone l'intitolazione alla santa di Antiochia.
Fu nuovamente visitata il 14 novembre 1780 dal vescovo Giovanni Paolo Dolfin. Gli atti della visita confermano le precedenti congregazioni che avevano la gestione degli altari, furono indicate anche la presenta di due ulteriori oratori dipendenti dalla parrocchiale che avevano il giuspatronato delle famiglie dei nobili di Prospero Alessandri e del signor Pezzoli.
Il Novecento vide la chiesa oggetto di nuovi lavori di restauro e ammodernamento con i nuovi decori progettati da Camillo Galizzi nel 1935. Nel 1964 furono eseguiti lavori alla facciata della parrocchiale con le pitture dell'artista Mario Rossi. All'interno furono eseguiti decori dallo stuccatore Girolamo Poloni e pitture da Luigi Arzuffi che dipinse il Battesimo di Gesù, le nuove vetrate furono eseguite su disegno cartonato di Claudio Manni.
La chiesa con decreto del 27 maggio 1979 del vescovo di Bergamo Giulio Oggioni fu inserita nel vicariato foraneo di Scanzo-Seriate.

## Descrizione

### Esterno
L'edificio di culto è preceduto dal sagrato con pavimentazione in bolognini di porfido e in selciato, delimitato da pilastri in marmo di Zandobbio. La facciata è divida da una cornice marcapiano su due ordini, e quello inferiore è diviso in cinque sezioni da lesene con alto basamento in marmo, e coronate da capitelli. La sezione centrale presenta l'ingresso principale con paraste che reggono la trabeazione e il timpano a tutto sesto sempre in marmo di Zandobbio dove troneggia il simbolo del vescovato con la scritta ECCE TABERNACULUM DEI CUM HOMINIBUS APOC. 21 MDCCXLIII. L'ordine superiore presenta centralmente la finestra atta a illuminare l'aula sempre in marmo completa di rimpano semicircolare. Le ultime due sezioni non proseguono nell'ordine superiore ma terminano con una medaglioni completi di pigne. Le lesene superiori reggono il frontone completo di timpano triangolare riportante al centro l'intitolazione. La parte termina con la croce ferrea posta al culmine dell'edificio e due fiaccole in marmo.

### Interno
L'interno a pianta rettangolare e a unica navata con volta a botte, è diviso da lesene complete di zoccolatura in marmo coronate da capitelli corinzi in quattro campate. Le lesene reggono il fregio e il cornicione dove s'imposta la volta che si presenta a crociera solo nell'ultima campata.

La prima campata a sinistra a pianta ellittica è dedicata al fonte battesimale, con la volta decorata a fresco, con un medaglione in stucco del Battesimo di Gesù nelle acque del Giordano. La vasca è in marmo rosso con coperchio in rame semisferico realizzato dalla ditta Guerinoni. La parte superiore conserva un matroneo con balaustra dove è posta la statua della titolare la chiesa. Corrispondente a destra vi è l'ingresso a un locale di deposito e nella parte superiore il matroneo completo della statua di sant'Antonio abate.
Due cappelle sono poste nella seconda campata, a sinistra quella di san Giuseppe completa di altare mamoreo e la statua del santo posta in una nicchia in stucco e a lato la statua della Madonna Immacolata. Corrispondente a destra la cappella del Crocifisso con altare e ancona lignei. L'ancona conserva il crocifisso ligneo dipinto e il dipinto di Cristo portacroce di Niccolò Francipane datato 1580. A fianco della cappella poste in una nicchia vi sono le statue delle sante Agnese e Teresa del Bambin Gesù. Ingressi laterali sono posti nella terza campata, con la parte superiore completa di matronei. La quarta campata, di maggior misura rispetto alle precedenti, ha la cappella a sinistra dedicata alla Madonna del Santo Rosario con altare in stucco e ai lati le statue dei santi Caterina d'Alessandria e Domenico. L'ancona dell'altare conserva la statua dedicata alla Madonna vestita contornata dai misteri del Rosario. L'altare dedicato a san Luigi è posto a destra e conserva le reliquie e la statua del santo. Vi sono inoltre le statue in stucco di altri due santi.
La zona presbiteriale preceduta dall'arco trionfale e rialzata da tre gradini, si presenta di misura inferiori rispetto alla navata e ha volta a croce. La parte termina con il coro absidato coperto da catino a spicchi.